# 東京詞

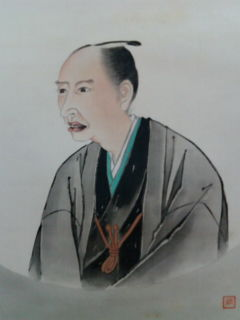
大沼枕山

東京詞（とうけいし）は、日本の詩。

## 概要
1869年（明治2年）に書かれた、幕末から明治前期の漢詩人大沼枕山（おおぬま ちんざん）による、江戸が東京（とうけい）へと激変する様を詠んだ七言絶句三十首である。
1869年、津田信全は、枕山の“東京詞三十首”を、雅致に富んだ折り本形式で出版した。その折り本は題字から「東京楽事」と呼ばれている。「東京楽事」では、当時有名な書家10人、画家10人が筆を執っている。
信夫恕軒の「大沼枕山傳」によれば、“東京詞三十詞ヲ賦シ 時事ヲ諷詠ス 詞意並妙 忽チ弾正台ノ糾問スル所ト為ル（原文・漢文）”とある。
また、1870年1月、「皇朝分類名家絶句」が石川省齋の編集により、百人の絶句を収録して刊行されたが、枕山は序文と共に詩を寄せ、その中に“東京詞三十首”も収められている。

## ギャラリー
- 「東京楽事」（折り本の「東京詞」）

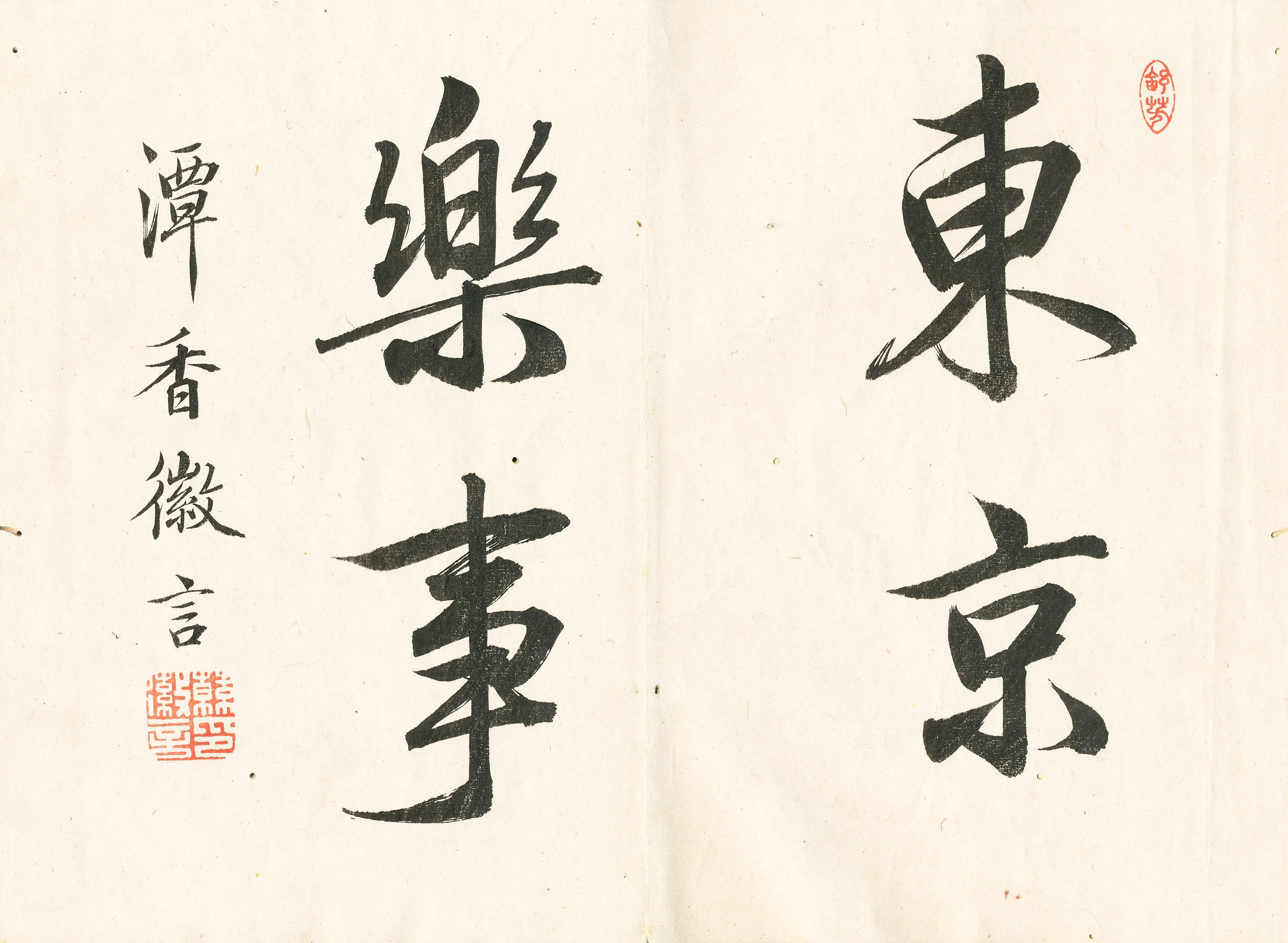
1 石井潭香 書
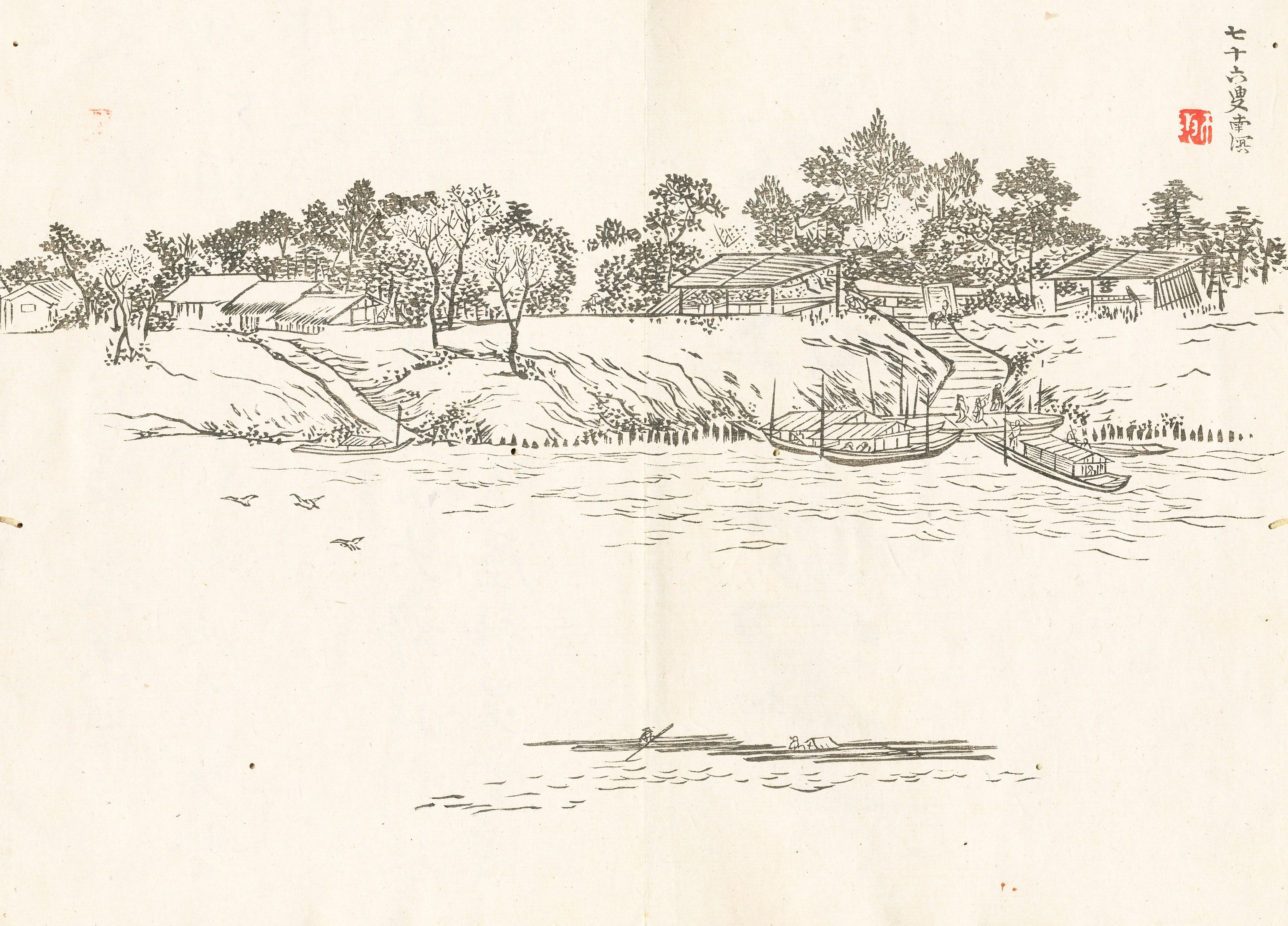
2 春木南溟 画
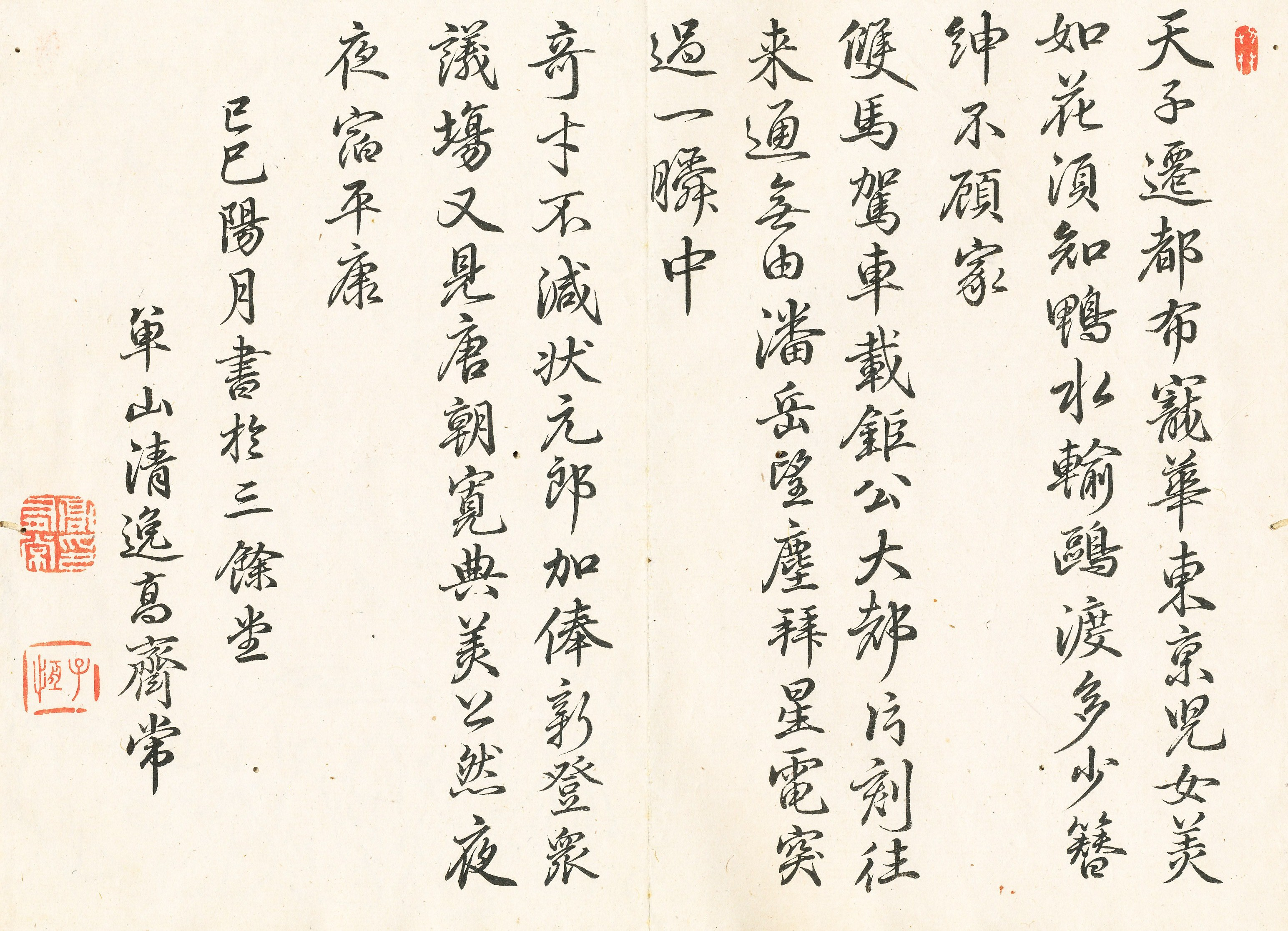
3 高斎単山 書
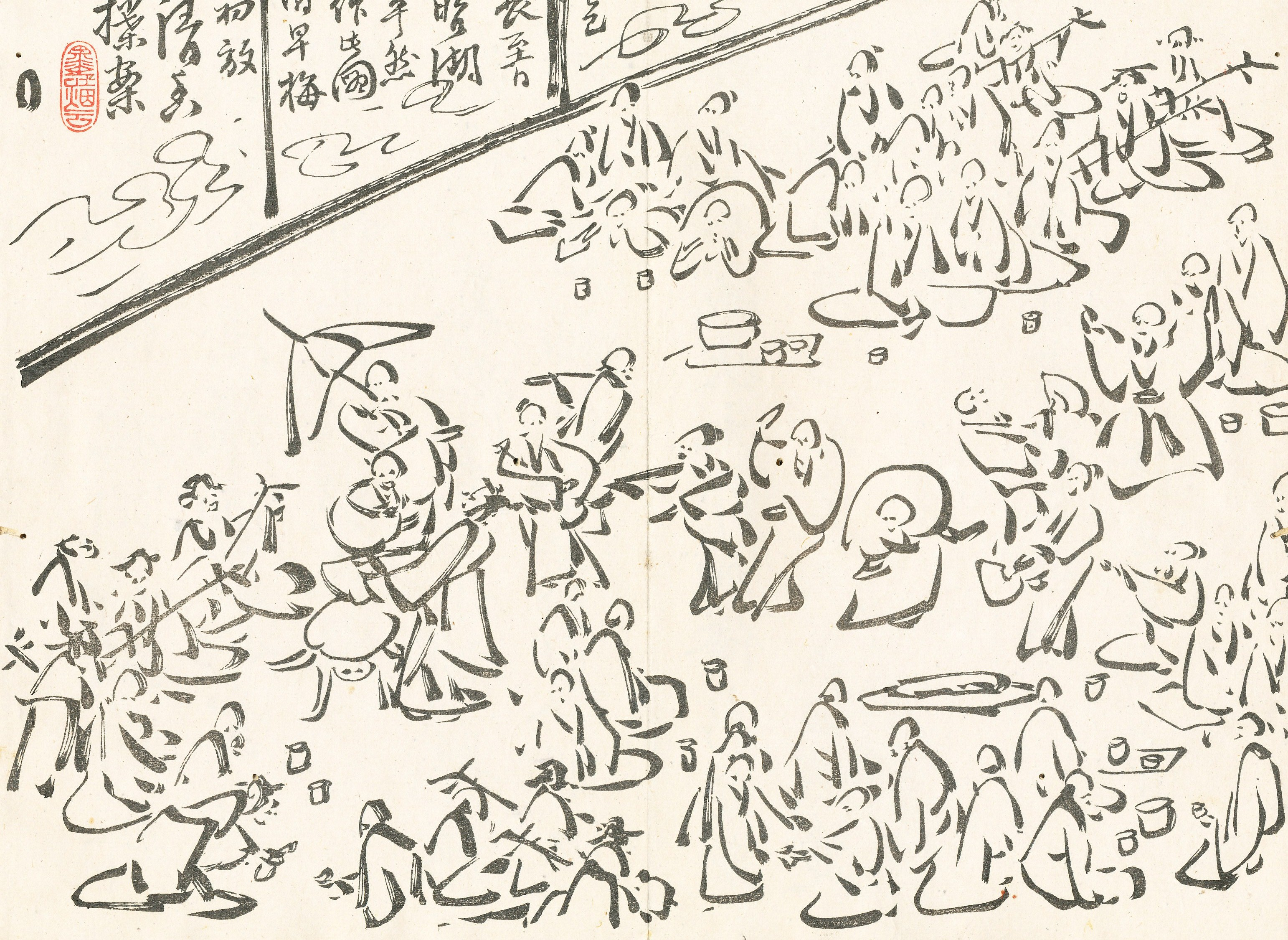
4 奥原晴湖 画
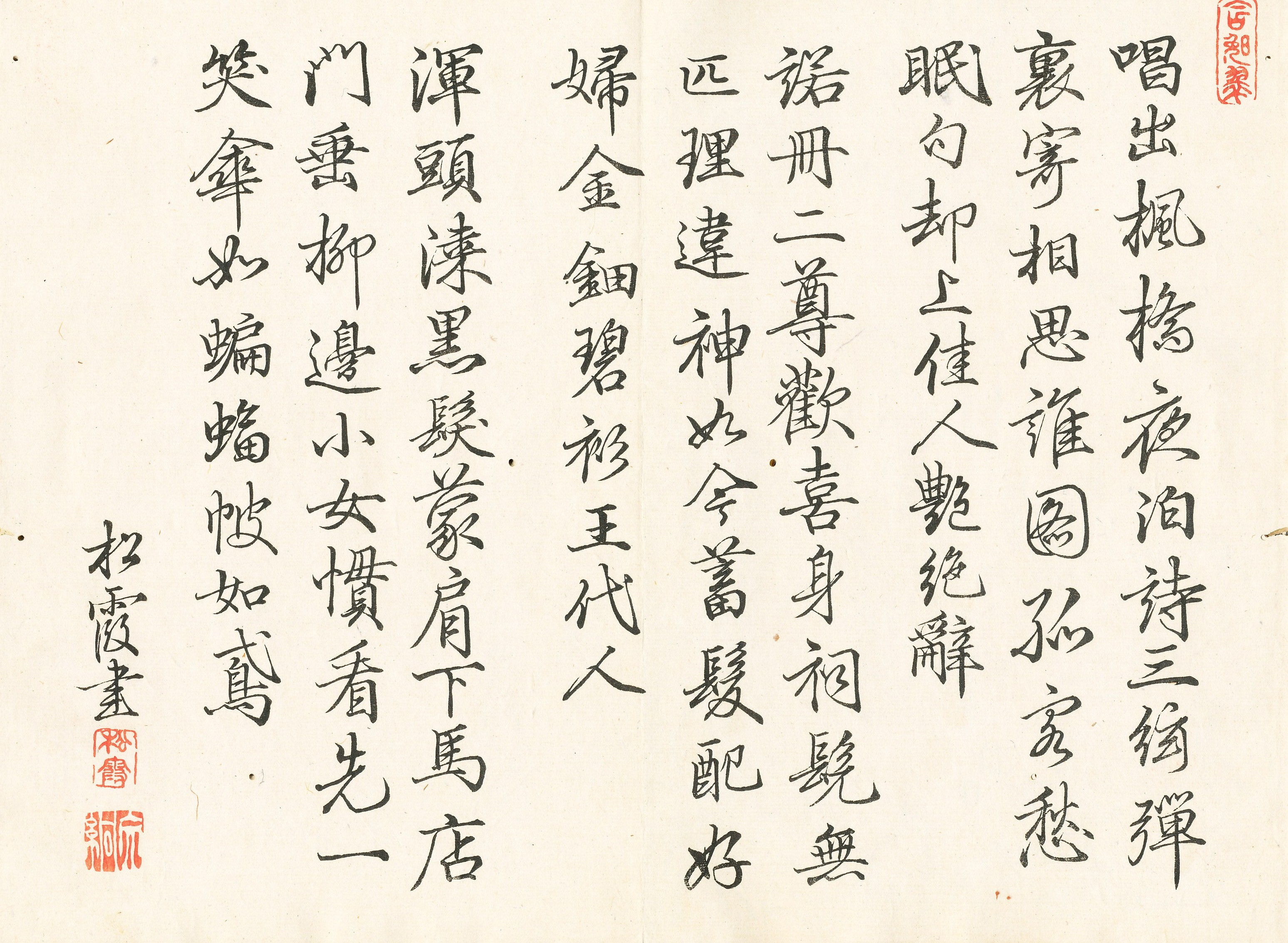
5 桑野松霞 書
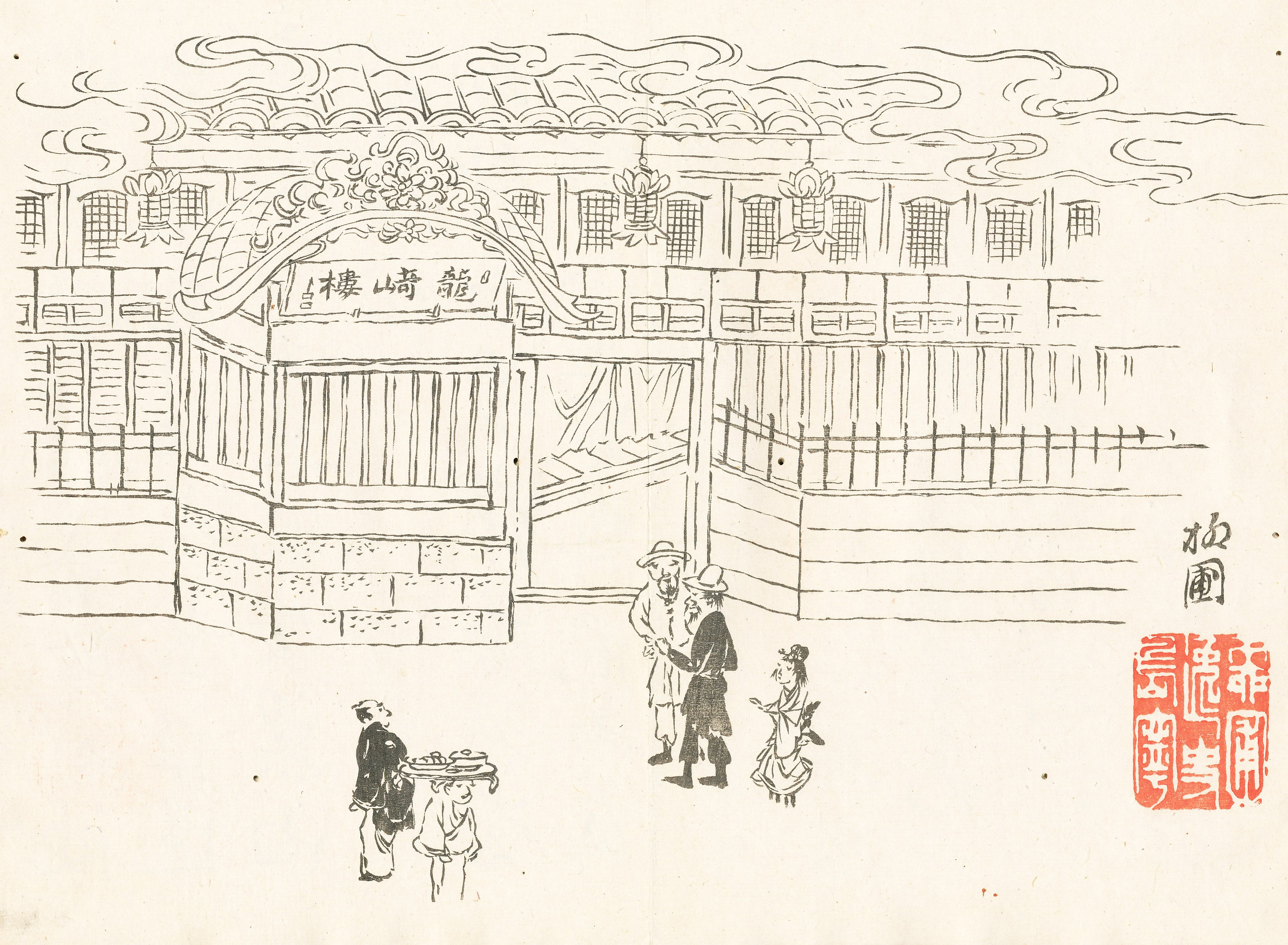
6 福島柳圃 画
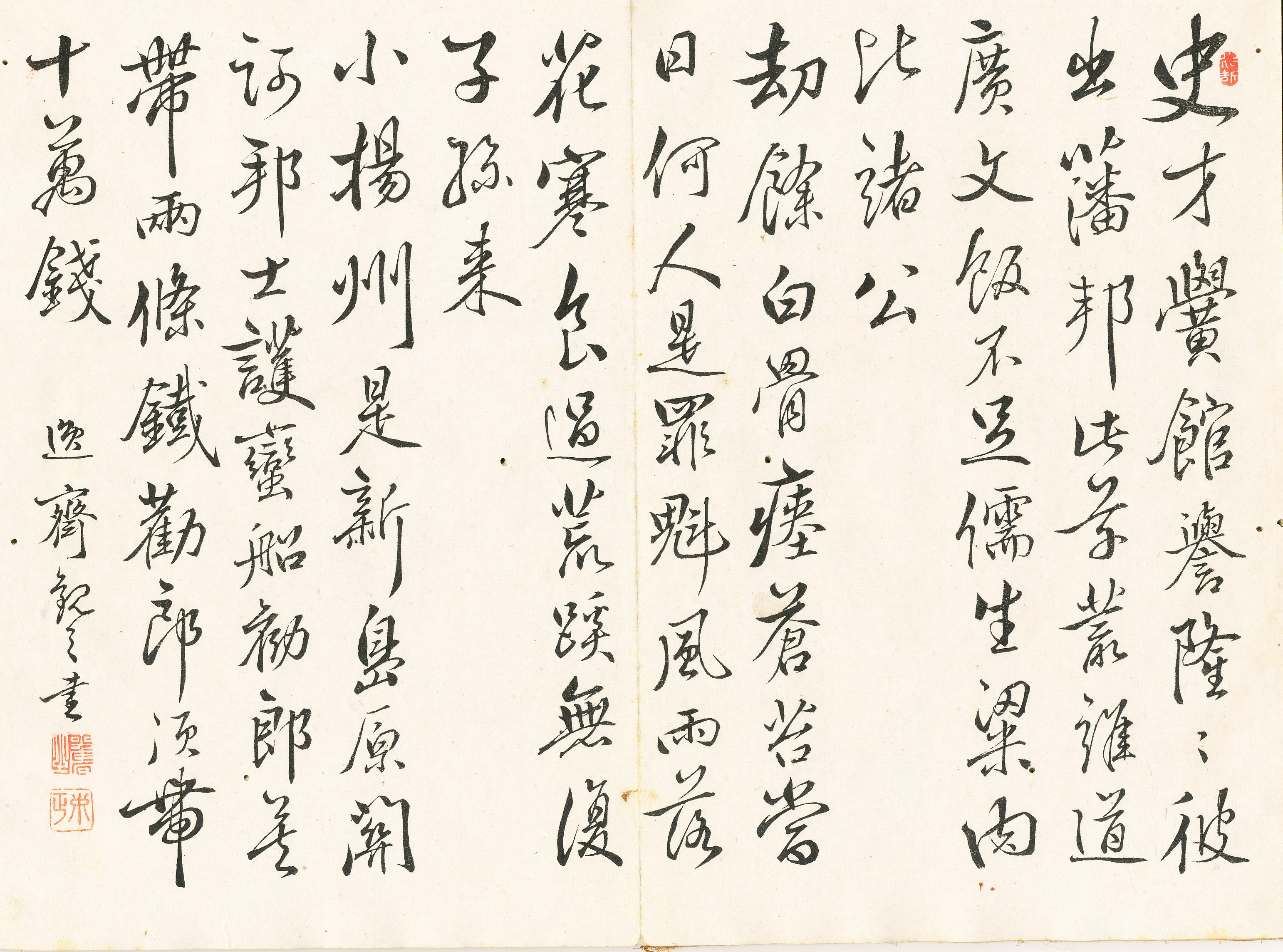
7 樋口逸斎 書
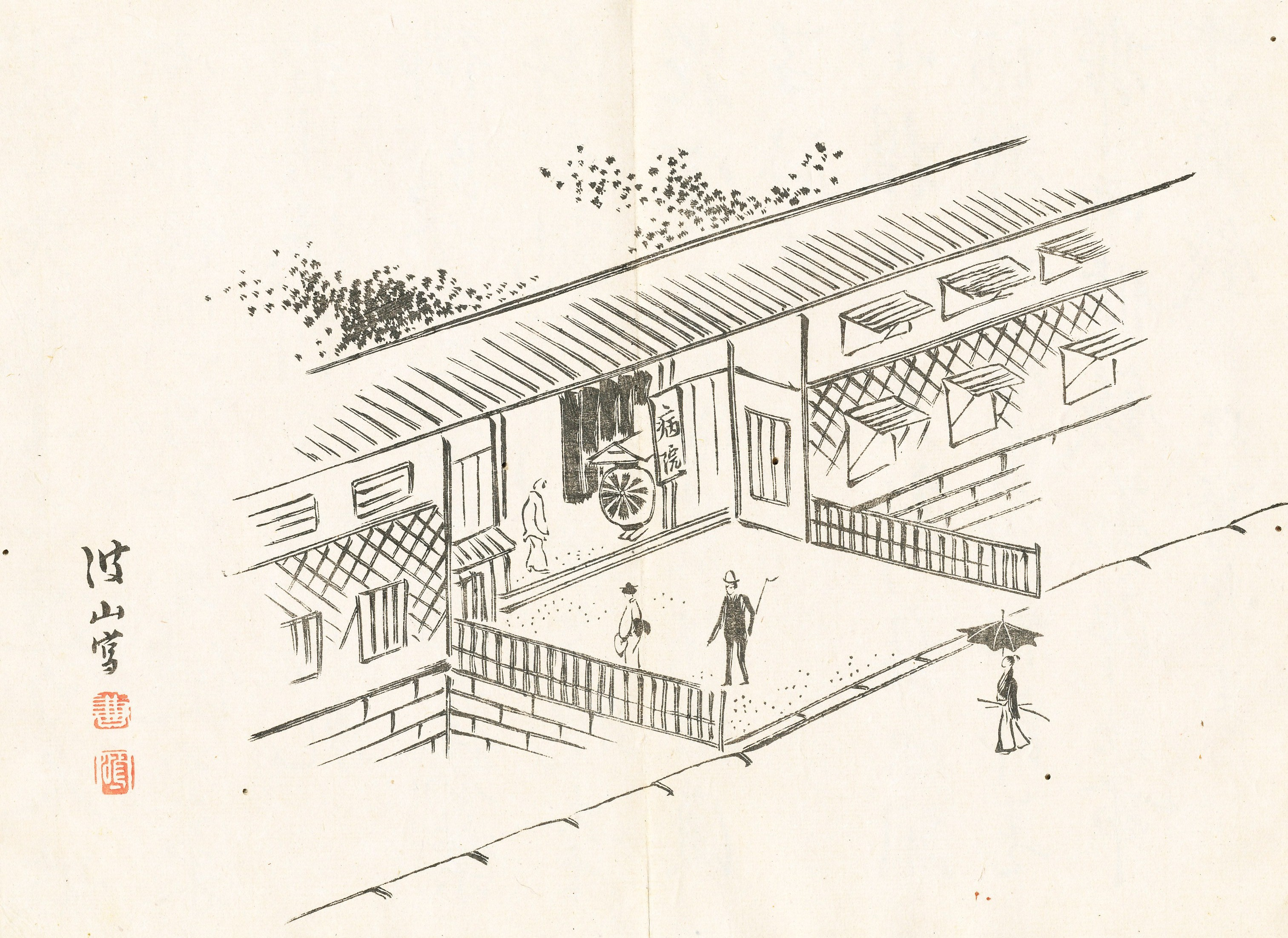
8 服部波山 画
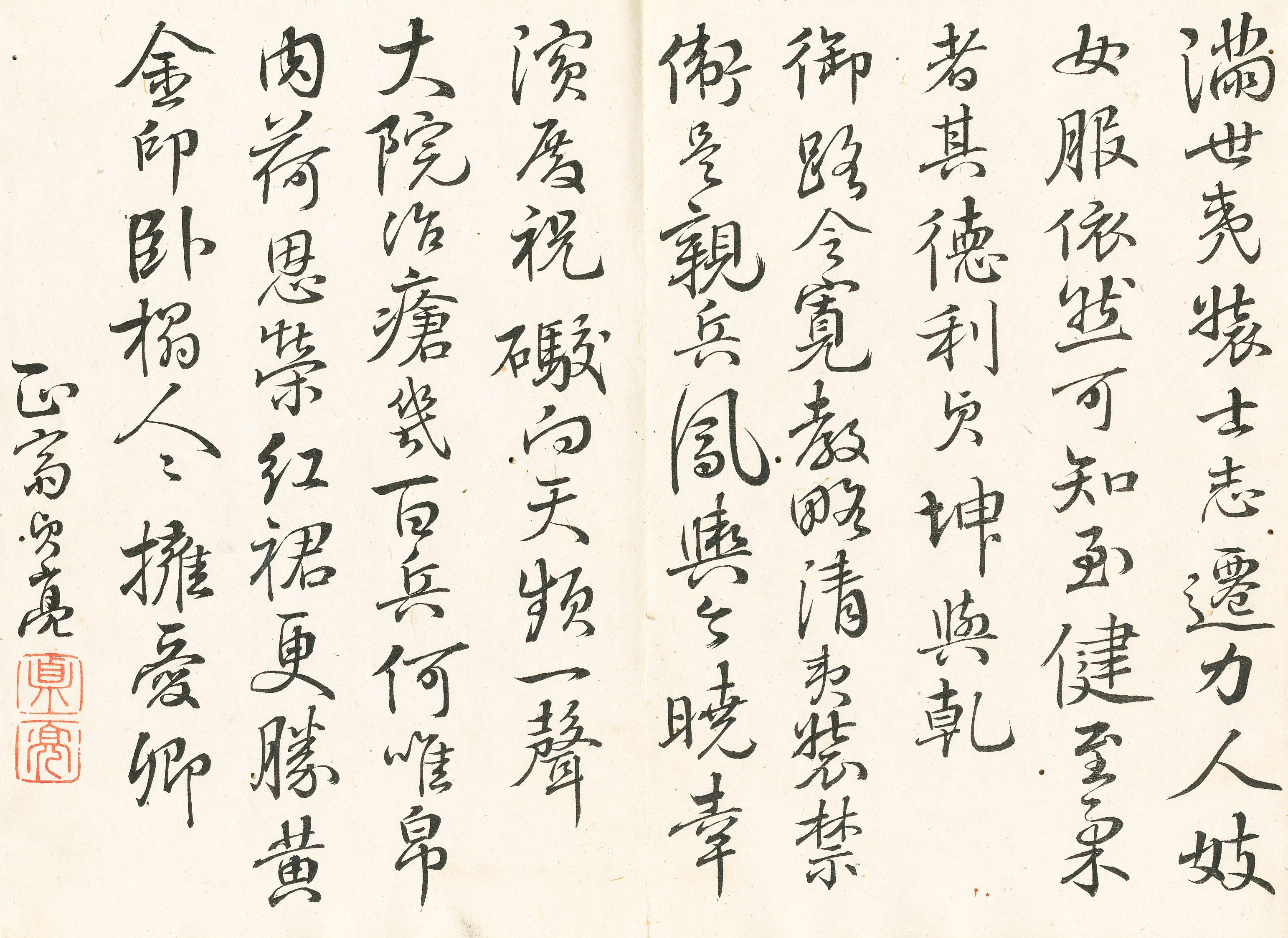
9 柳田正斎 書
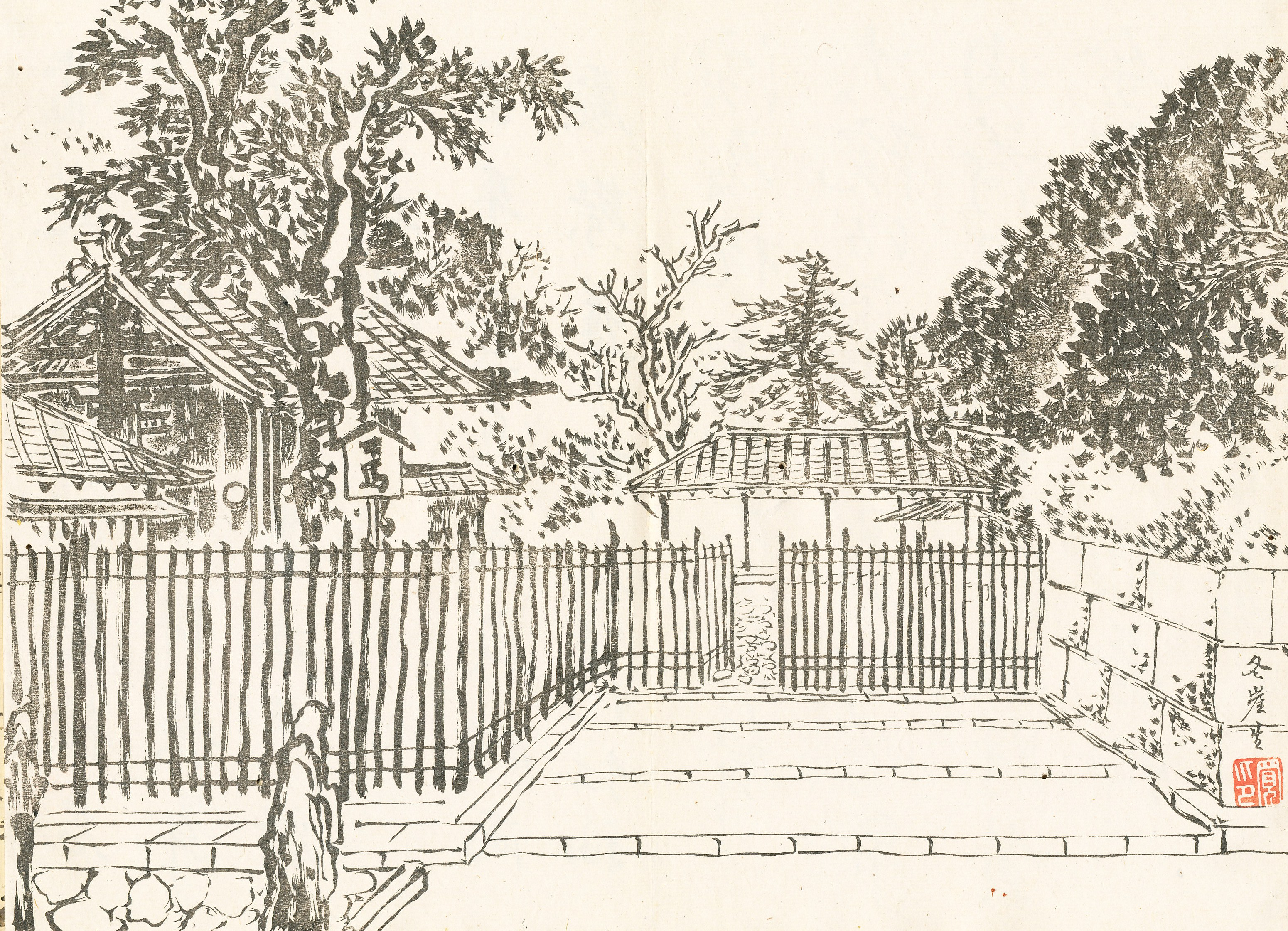
10 川上冬崖 画
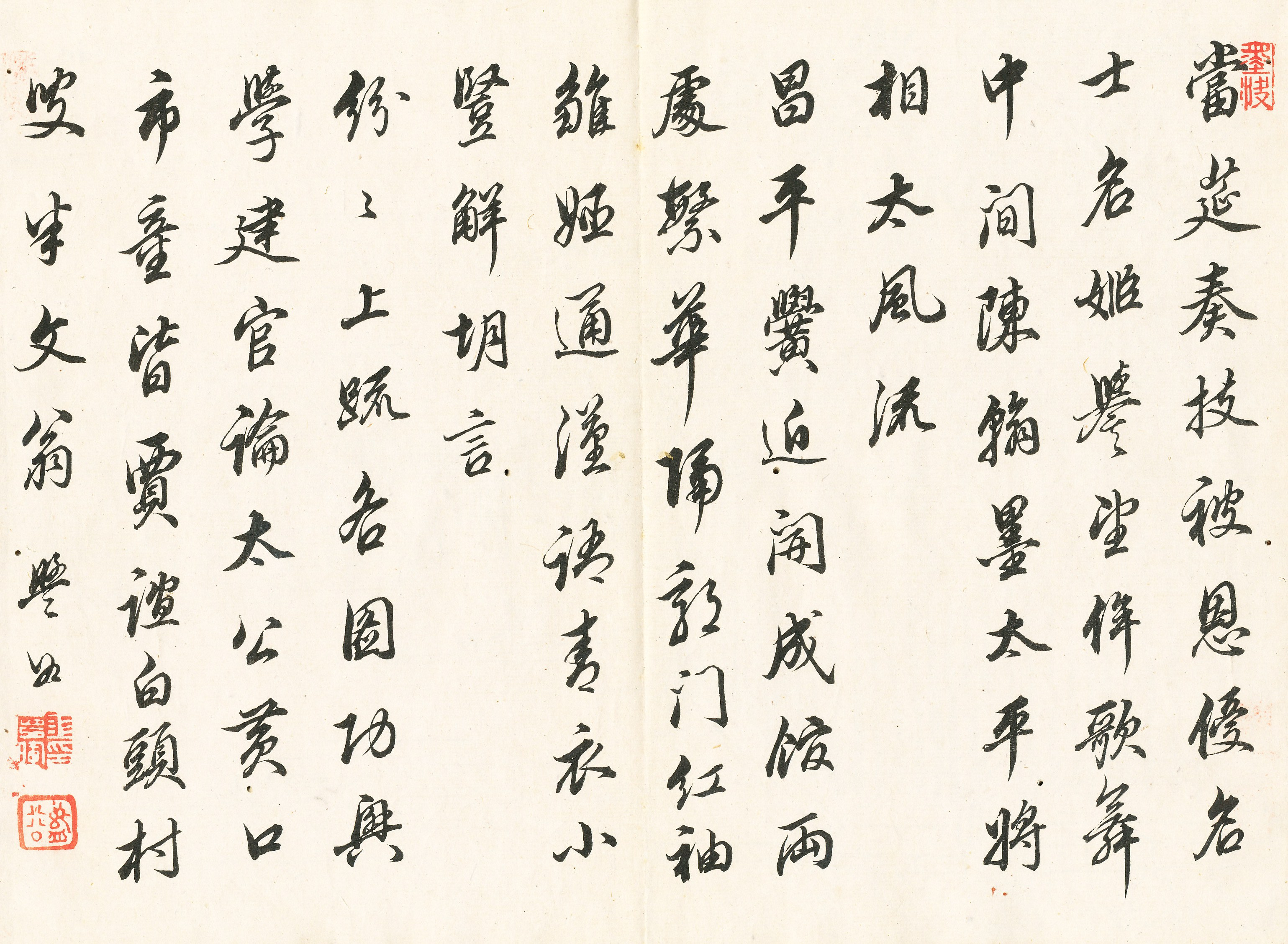
11 永井盤谷 書
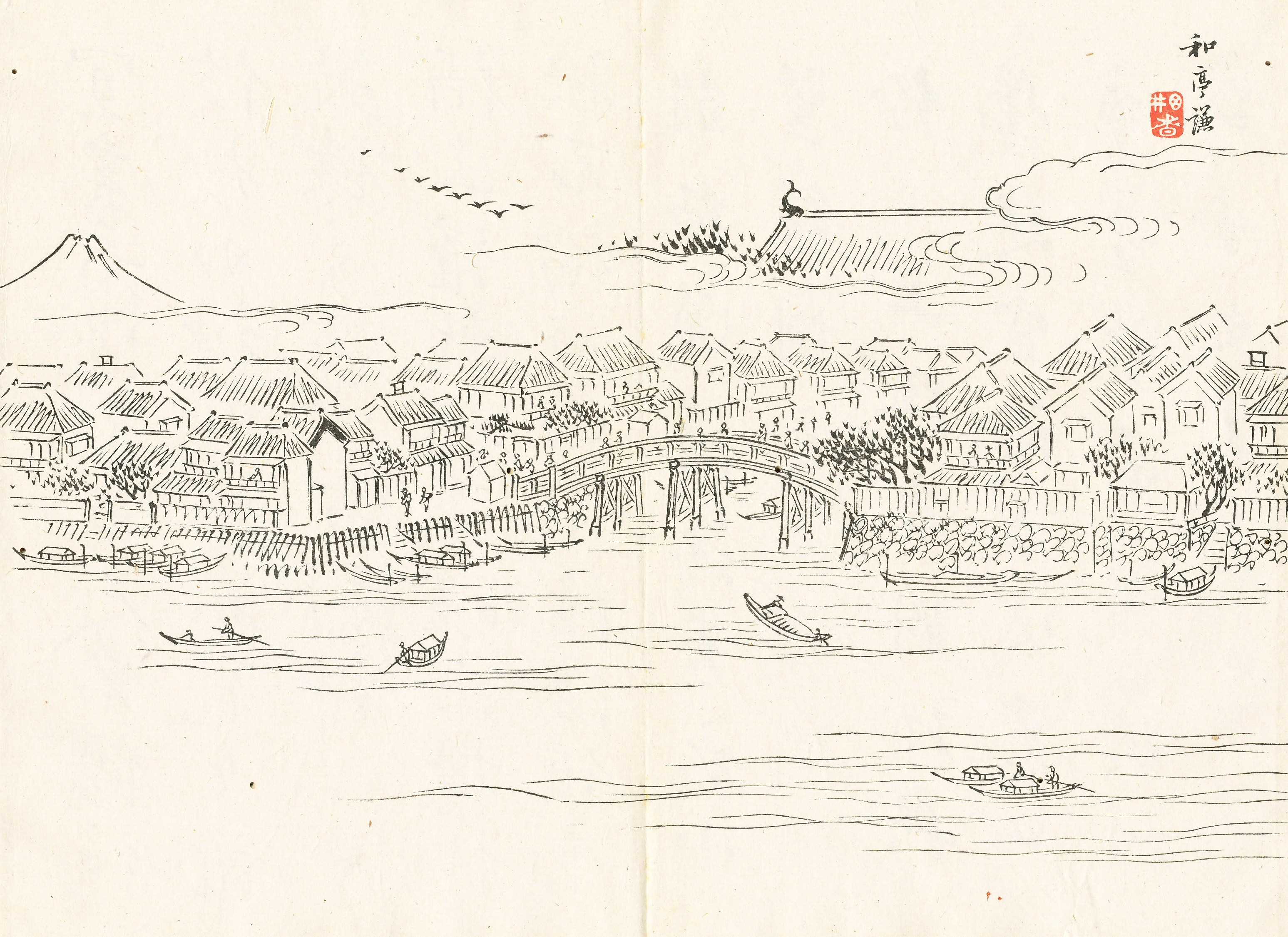
12 滝和亭 画
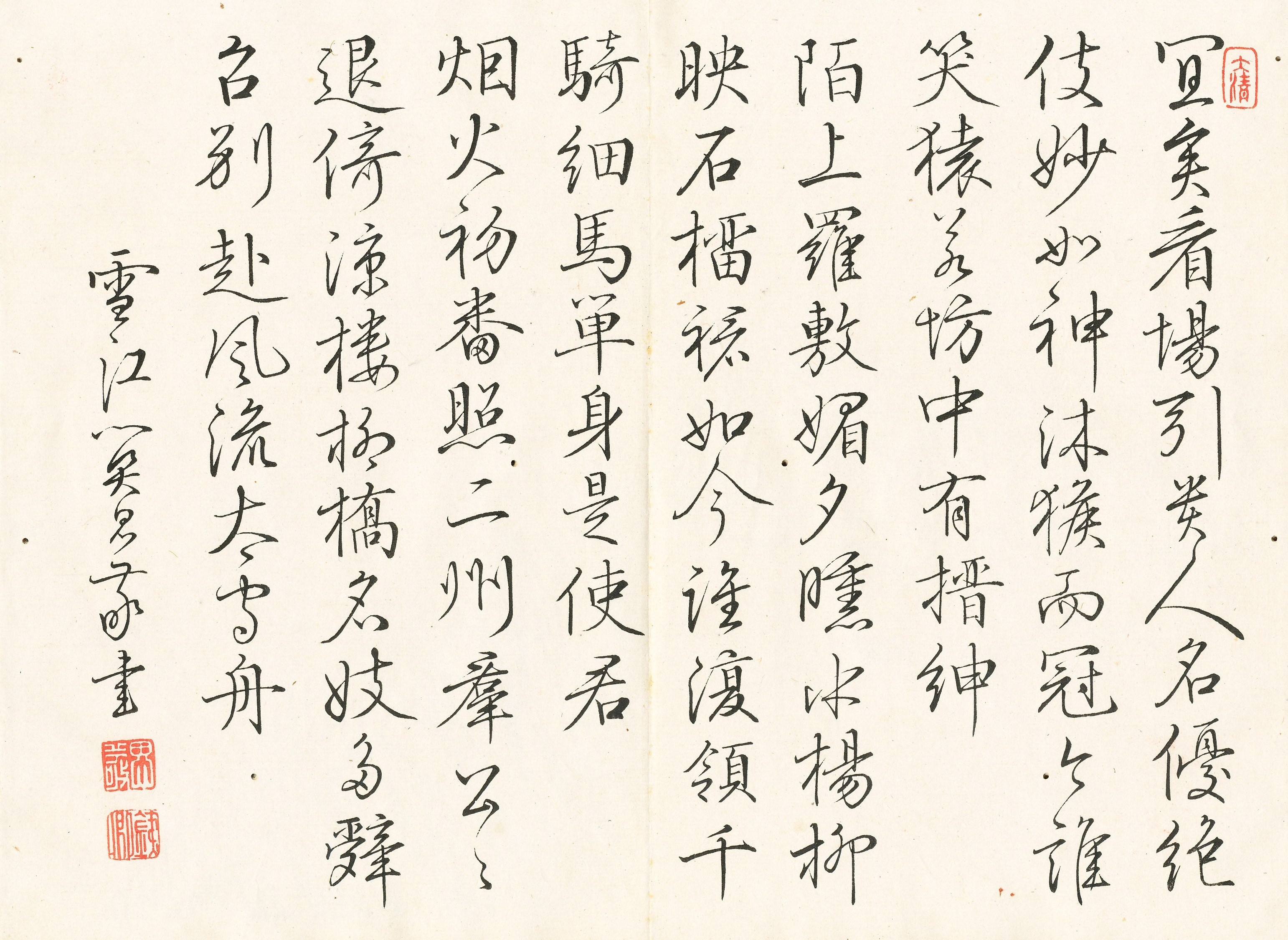
13 関雪江 書
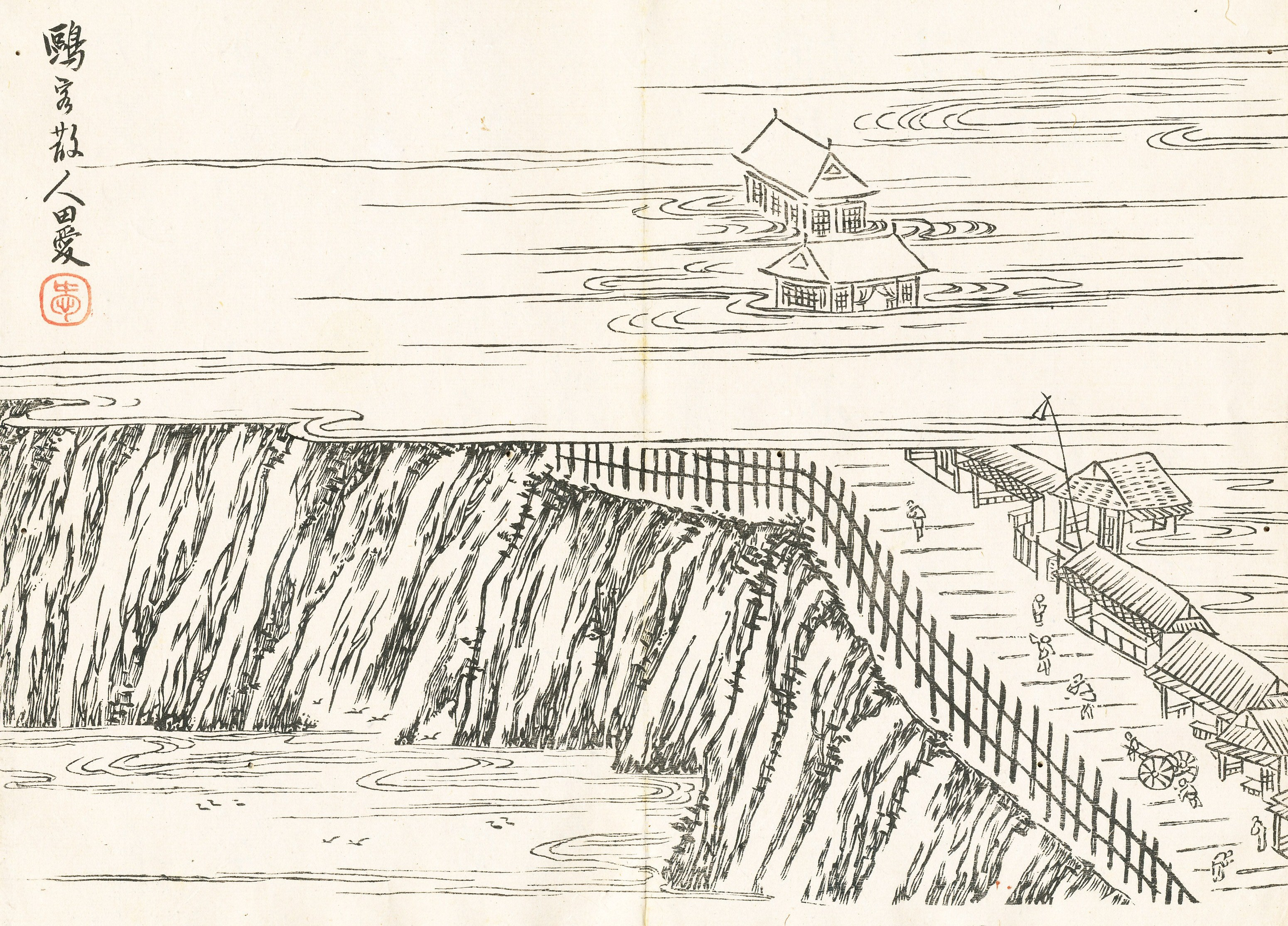
14 坂田鷗客 画
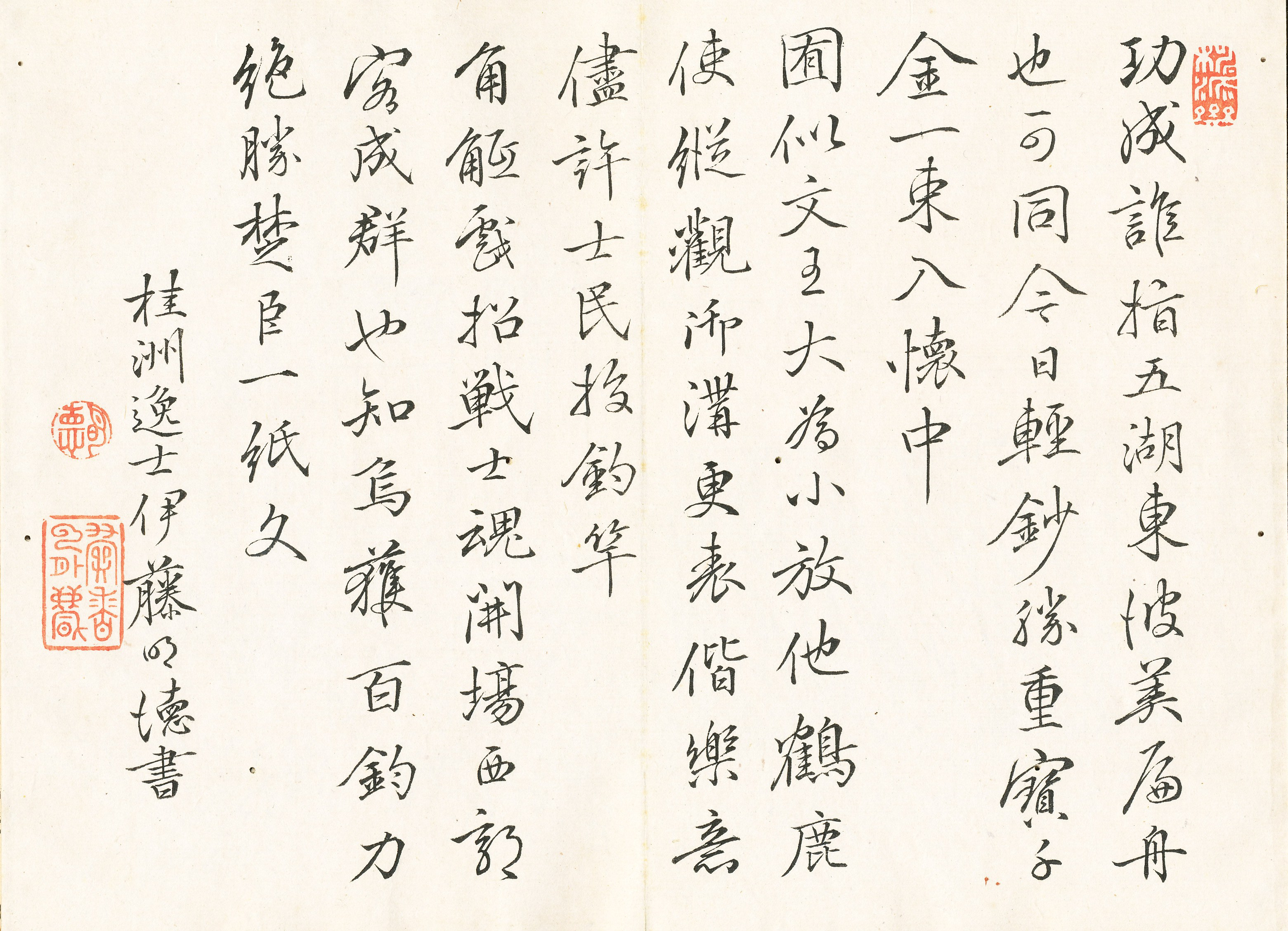
15 伊藤桂洲 書
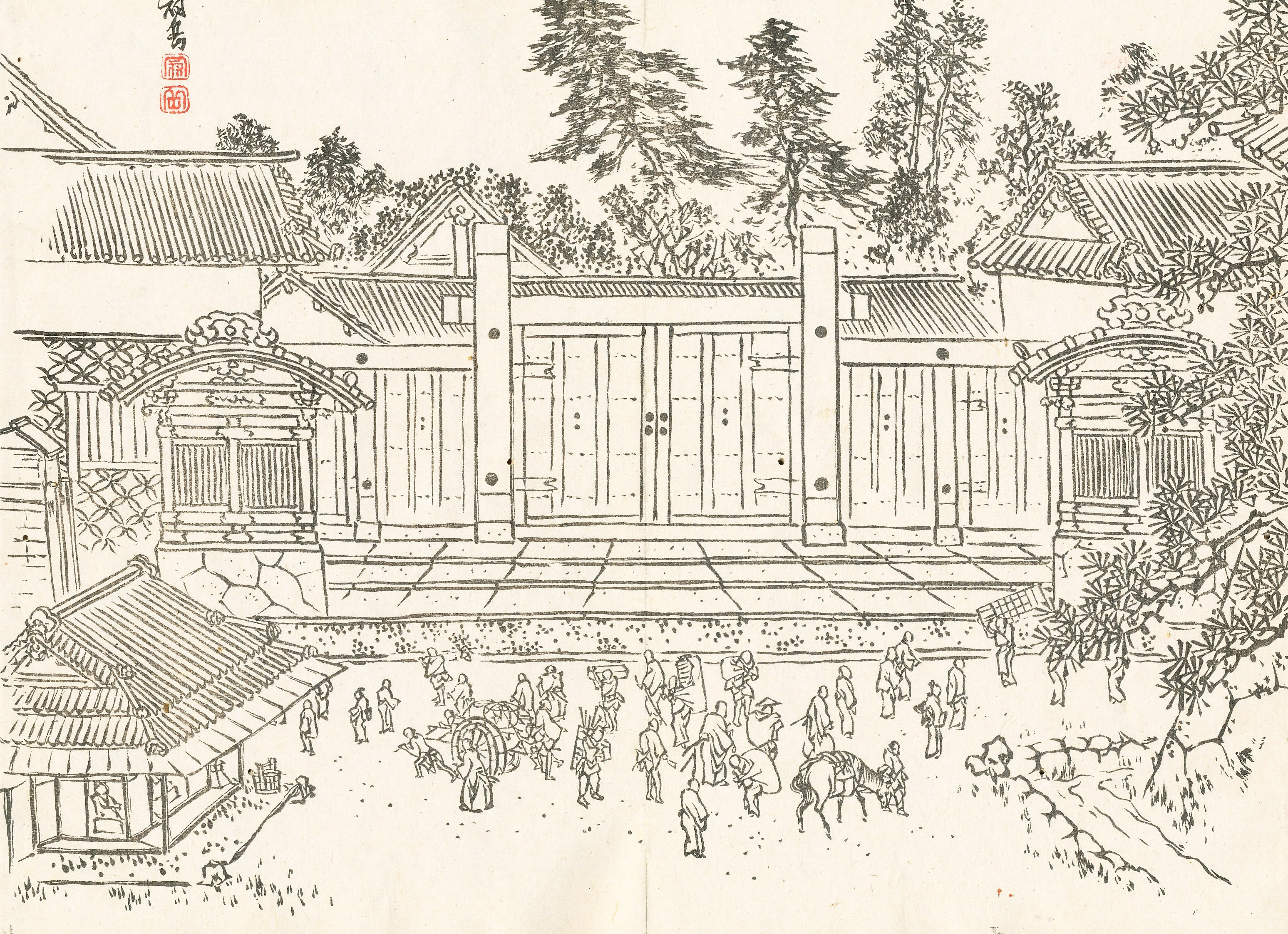
16 沖冠岳 画
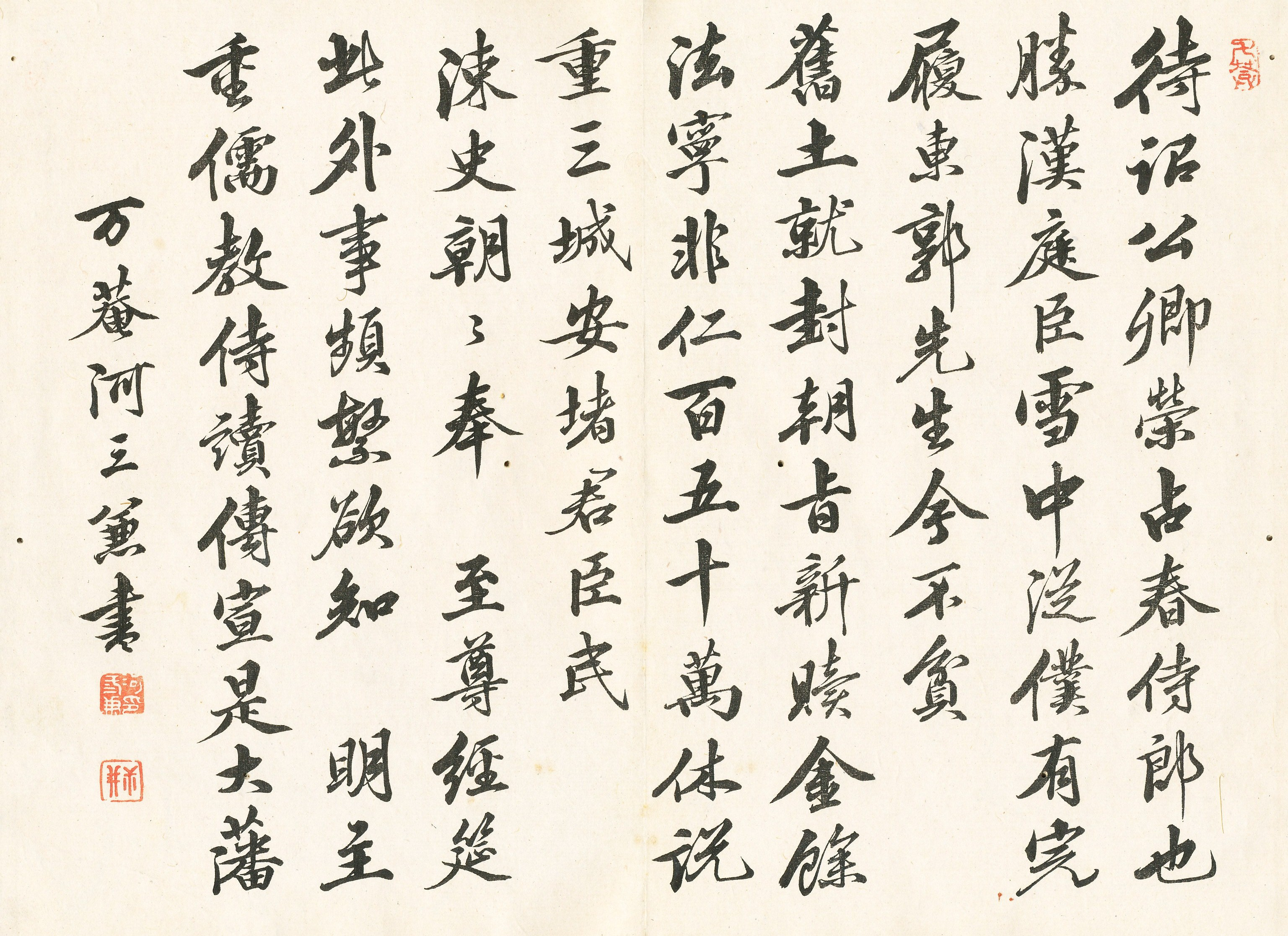
17 市川万庵 書
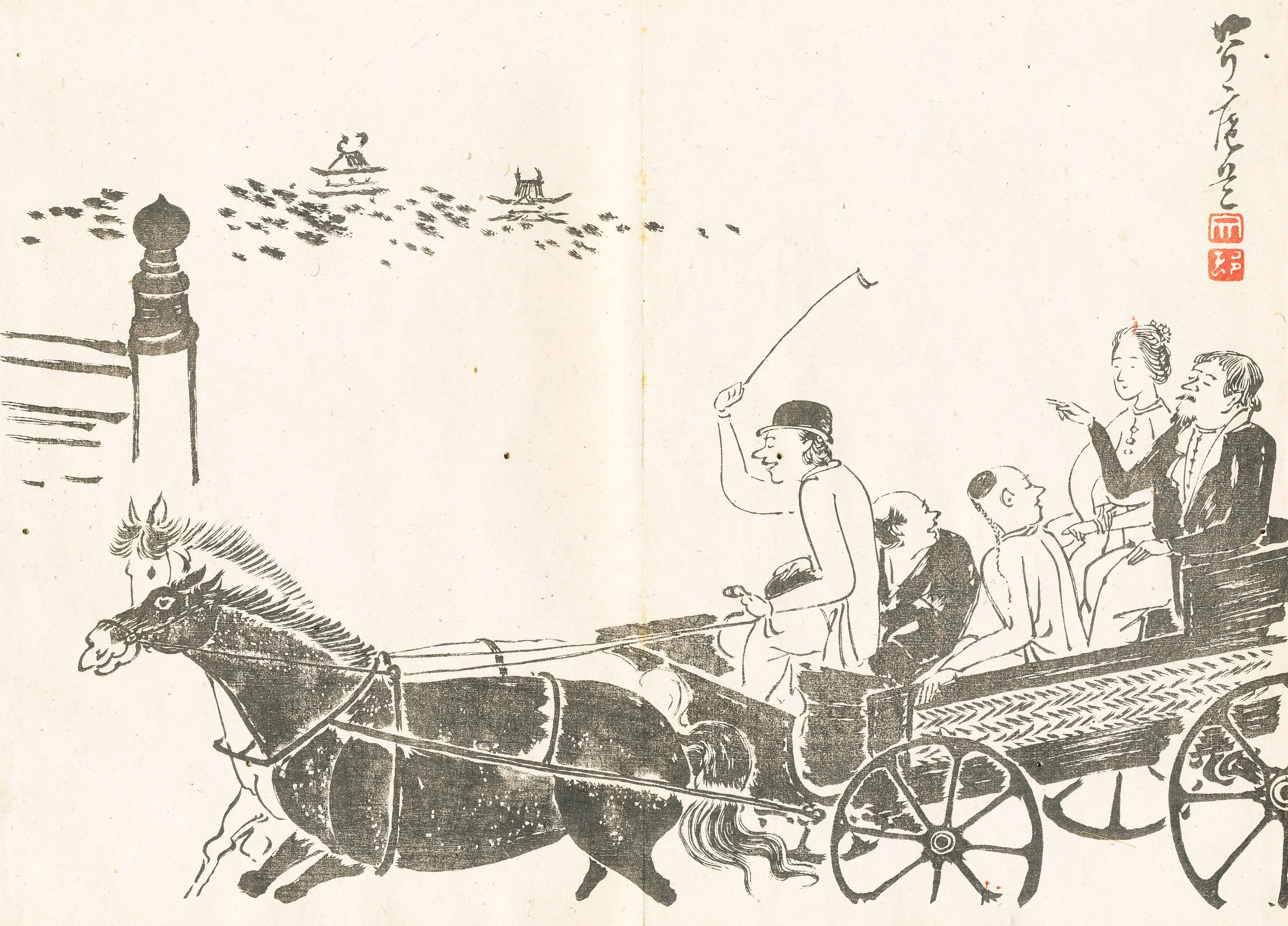
18 目賀田芥庵 画
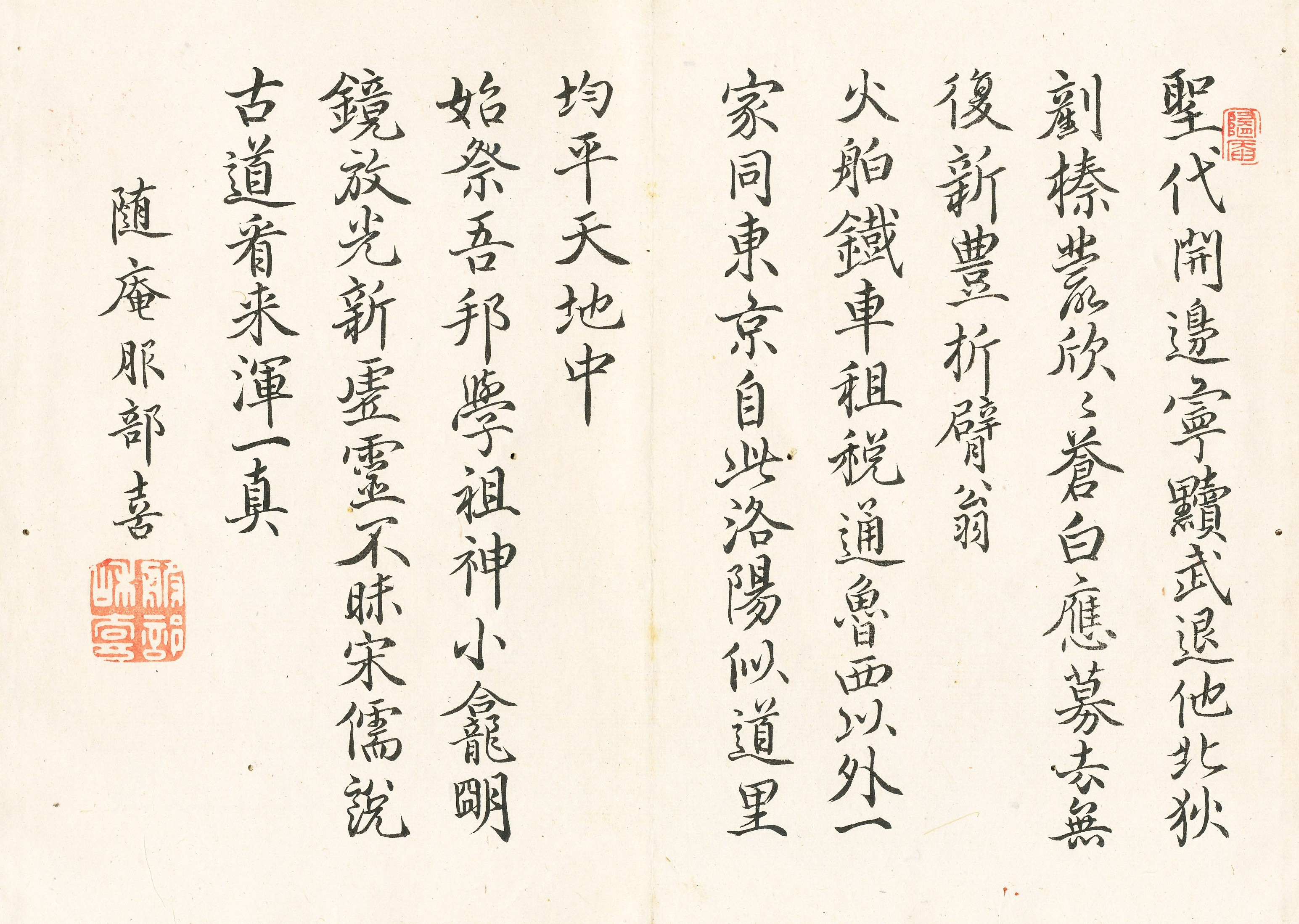
19 服部随庵 書
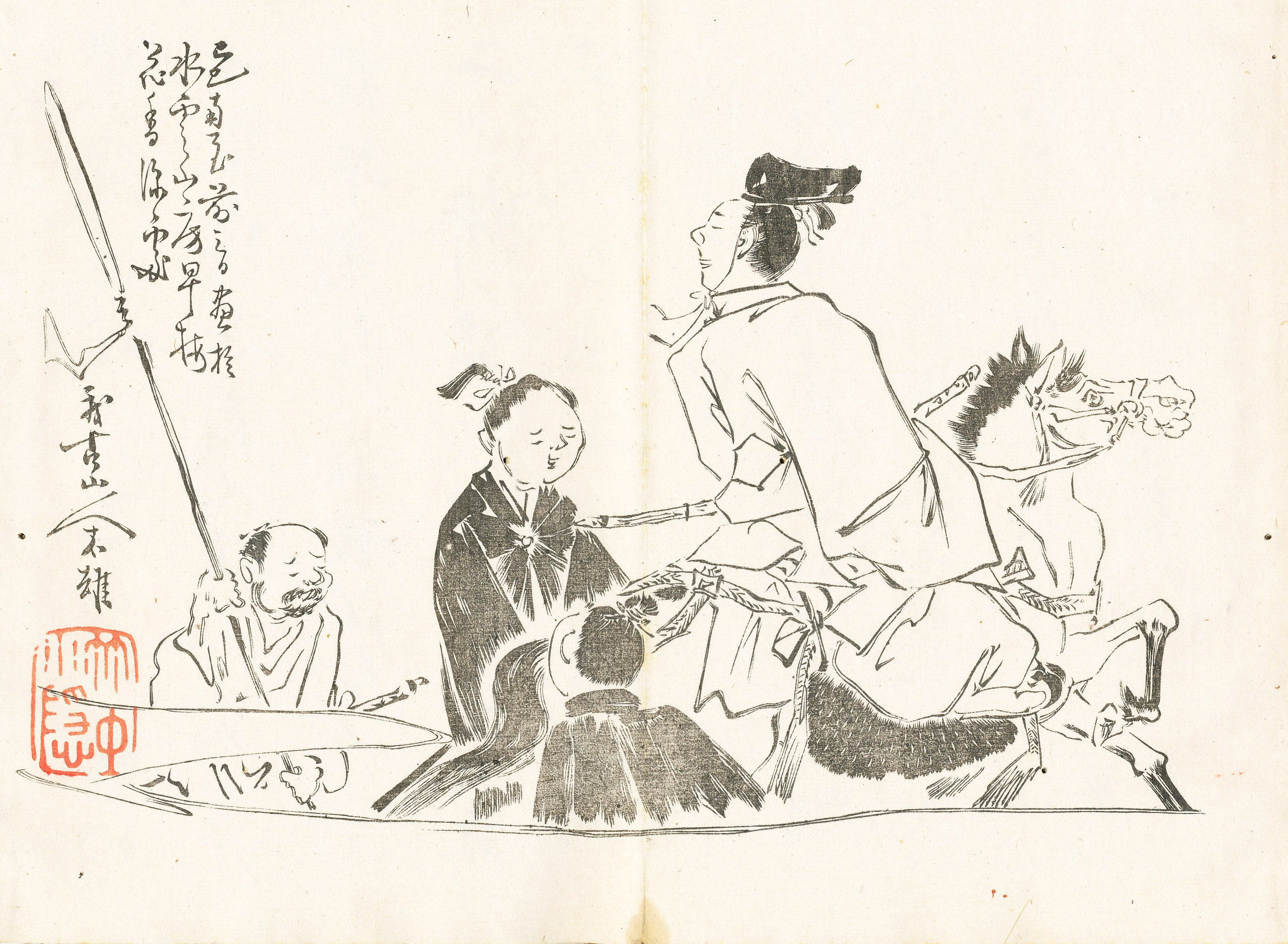
20 鈴木我古 画
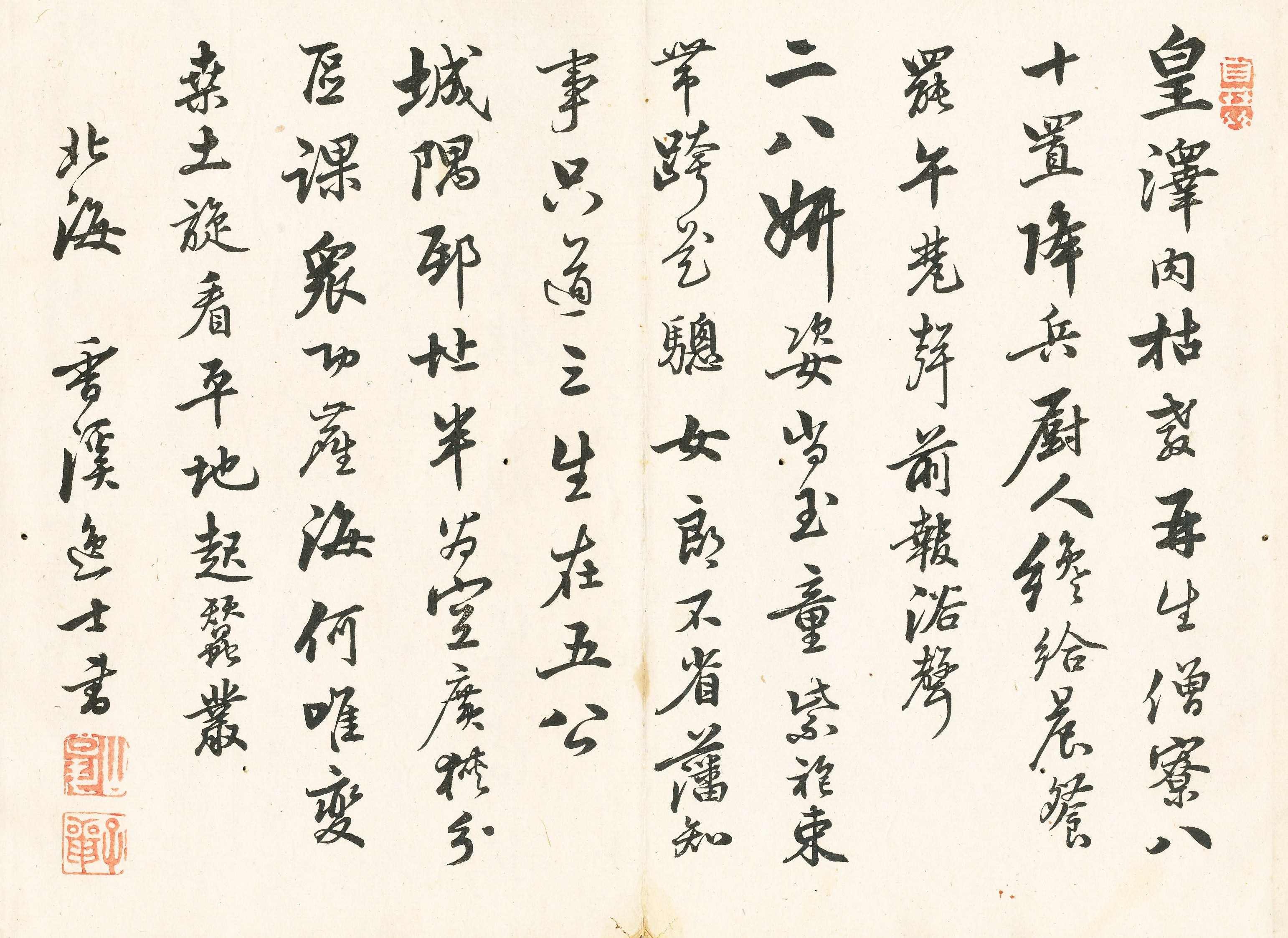
21 山内香渓 書
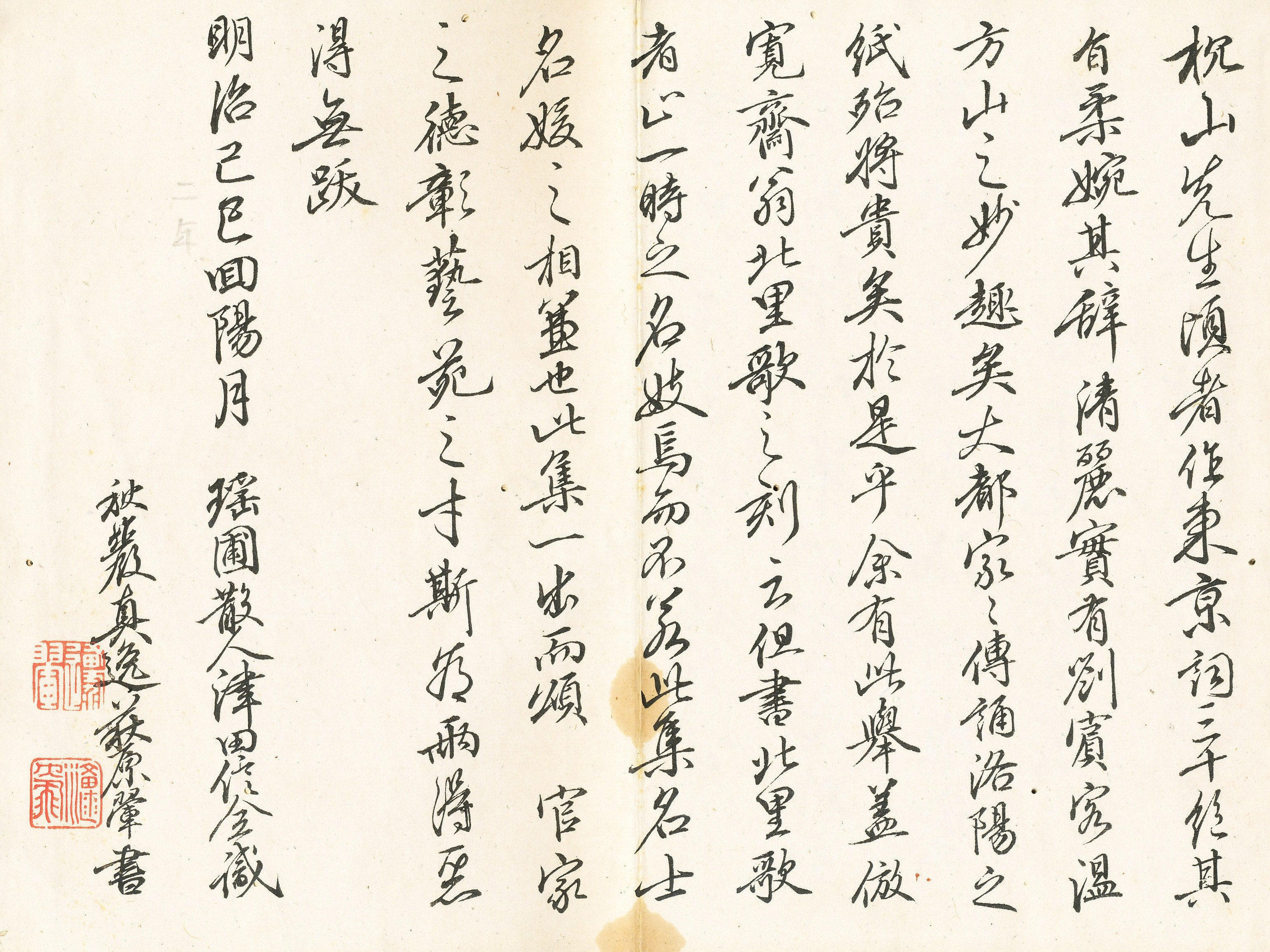
22 萩原秋巌 書